# Taguchi Masaharu
Taguchi Masaharu (jap. 田口 正治; * 6. Januar 1916 in Kyōto,  Präfektur Kyōto; † 29. Juni 1982) war ein japanischer Schwimmer.
Zusammen mit Yusa Masanori, Shigeo Arai und Shigeo Sugiura wurde er bei den Olympischen Spielen 1936 in Berlin Olympiasieger mit der 4 × 200-m-Freistilstaffel.